# Amastus simulans
Amastus simulans är en fjärilsart som beskrevs av De Toulgoët 1984. Amastus simulans ingår i släktet Amastus och familjen björnspinnare. Inga underarter finns listade i Catalogue of Life.